# 李毅士

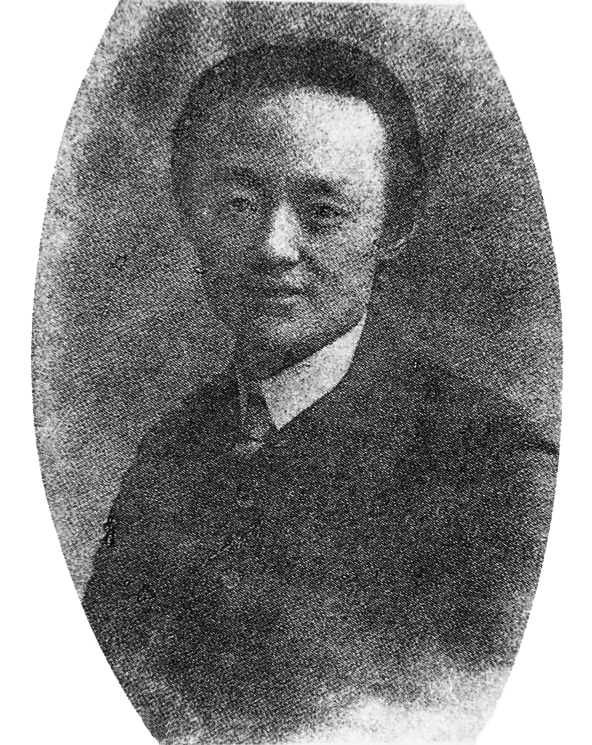
李毅士

李毅士（1886年—1942年）原名祖鸿，江苏武进人。中华民国画家。清末画家李宝璋之子。

## 生平

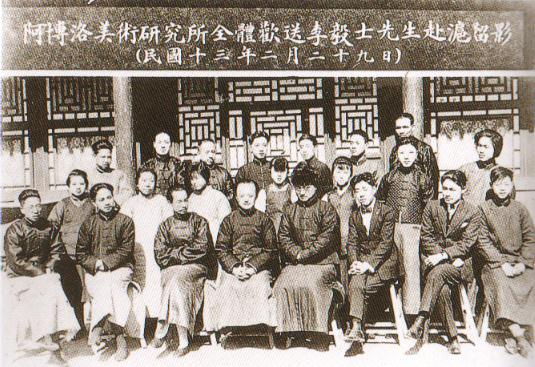
阿博洛美术研究所全体欢送李毅士先生赴沪留影（民国十三年二月二十九日）

18岁时，李毅士赴英国勤工俭学。1912年毕业于英国格拉斯哥美术学院（Glasgow School of Art）。他是中国最早赴英国学习美术者。1916年毕业于英国格拉斯哥大学物理系。1916年学成归国，起初在北京大学理工学院任教。1918年，获聘为北京大学中国画法研究会导师。继而担任北京美术专科学校教师。1922年，与吴法鼎等人共同创办阿博洛学会。
1924年，李毅士任上海美术专科学校教务长，并致力于创作写实派油画，是上海早期写实派油画较有影响的画家。1929年和1936年，他两度出任全国美展审查委员。
抗日战争时期，李毅士赴重庆任国立中央大学建筑系教授，后因对当局不满而辞职，以卖画为生。
1942年，李毅士逝世。

## 作品
李毅士的代表作有《长恨歌画意》、《粥少僧多》、《宫怨》、《岳母刺字》、《岳飞与牛皋》、《科学与艺术》等等。其中《长恨歌画意》组画于1932年由上海中华书局出版，1949年以后由上海人民美术出版社再版。原作三十幅由其家属捐给中国美术馆。